# Defense Information School

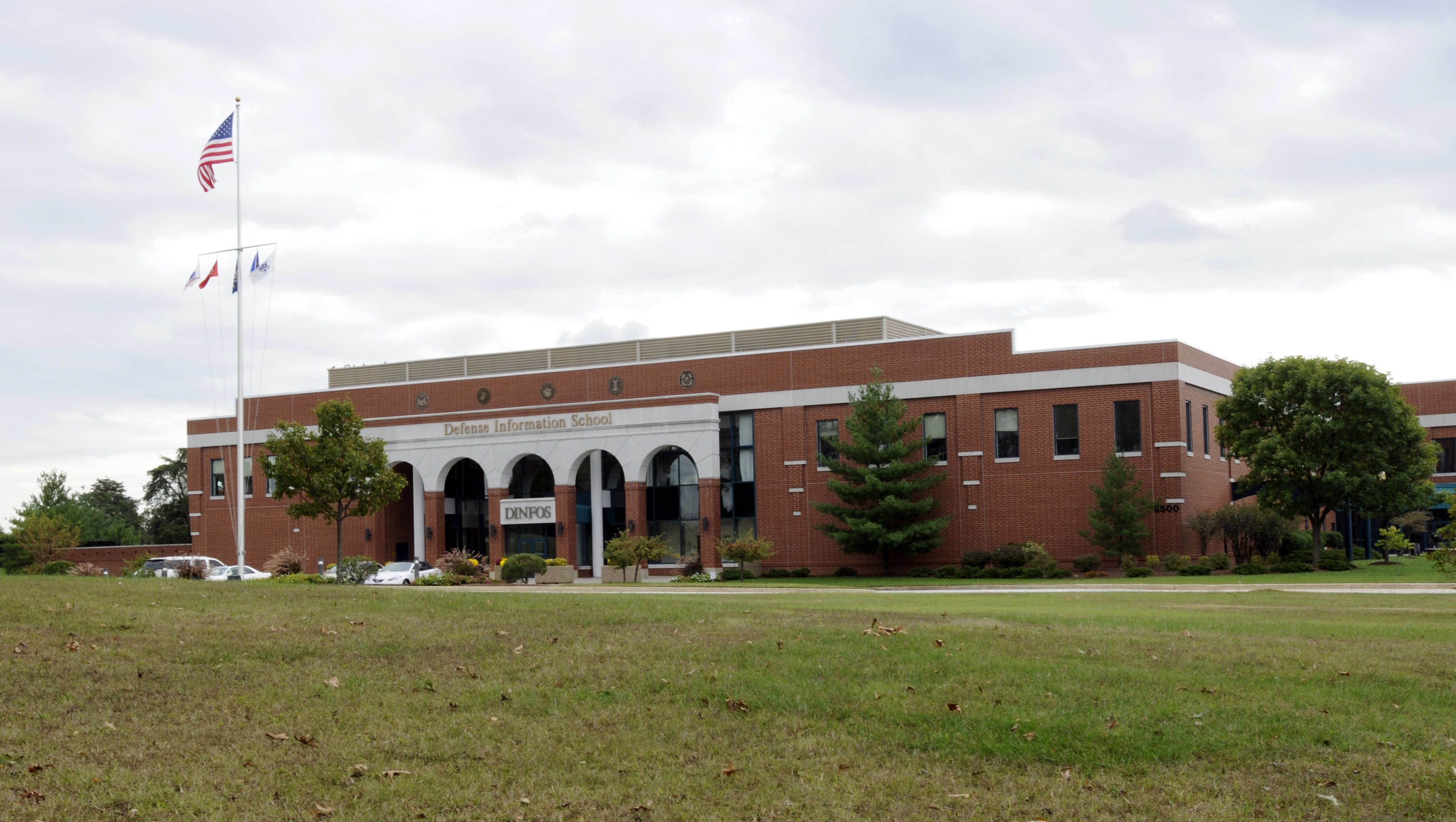
Die Defense Information School in Fort George G. Meade

Die Defense Information School (DINFOS) ist eine Journalistenschule des Verteidigungsministeriums der Vereinigten Staaten. Sie befindet sich auf der Militärbasis Fort George G. Meade in Maryland, USA. Die Schule bildet militärisches und ziviles Personal für eine professionelle Medienarbeit innerhalb der amerikanischen und anderer Streitkräfte aus.

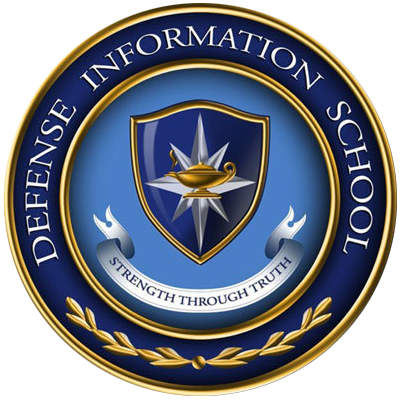
Siegel der Defense Information School

## Geschichte
The Army Information School wurde im Jahr 1946 gegründet und befand sich zuerst in Carlisle, Pennsylvania. Ab 1948 wurden ähnliche Ausbildungsinstitute anderer Teilstreitkräfte mit der Army Information School zusammengeschlossen, und daraus entstand die Armed Forces Information School, die sich von 1951 bis 1954 in der Militärbasis Fort Slocum auf Davids Island in New Rochelle im Bundesstaat New York befand.
1964 übernahm Arthur Sylvester, Assistant Secretary of Defense for Public Affairs (Pressesprecher) unter Verteidigungsminister Robert McNamara, die Aufsicht über die Journalistenschule, die danach in Fort Benjamin Harrison bei Indianapolis, Indiana, neu aufgebaut wurde. Seit 1995 hat die Schule ihren Standort in Fort George G. Meade.
Als im Jahr 2008 mit einem Beschluss des US-Kongresses die Mediendienste der Teilstreitkräfte im gemeinsamen Medienzentrum des Verteidigungsministeriums, genannt Defense Media Activity (DMA), in Fort George G. Meade konzentriert wurden, kam auch die Defense Information School als Abteilung zu dieser Organisation.

## Ausbildung
Die Medienausbildungsschule hat vier Abteilungen. Das Public Affairs Leadership Department führt vier Studiengänge: Qualification Course, Joint Expeditionary Course, Joint Intermediate Course und Joint Senior Course. Die Ausbildung richtet sich an Personen mit Führungsfunktionen in der militärischen Öffentlichkeitsarbeit und kann von US-amerikanischem Militärpersonal, von zivilen Angestellten des amerikanischen Verteidigungsdepartments und von Angehörigen aus Streitkräften verbündeter Staaten absolviert werden. Der Qualification Course informiert die Teilnehmer über die Aufgaben der Mediendienste und die Bedeutung eines zuverlässigen und zeitgerechten Informationsflusses. Schüler und Schülerinnen lernen die grundlegenden Tätigkeiten von Journalisten und die Redaktion von Text und Bild gemäß dem Standardwerk von Associated Press (AP) kennen. Mit besonderen Kursen machen sich die Teilnehmenden mit dem Recherchieren, den journalistischen Darstellungsformen, verschiedenen Schreibstilen und der Redaktionstätigkeit mit digitalen Systemen vertraut.
Der Public Affairs Expeditionary Course ist eine Weiterbildung für Personen mit Grundkenntnissen in Medienarbeit und bereitet die Absolventen auf die praktische Tätigkeit in militärischen Einsatzgebieten vor.
Ein Lehrgang in Fotojournalismus macht die Absolventen mit den Aufgaben, den Möglichkeiten und der Technik multimedialer Informationsvermittlung und mit der konkreten Arbeit von Fotoreportern vertraut.
Weitere Lehrgänge bieten allgemeine Einführungen in die Massenkommunikation, in die Öffentlichkeitsarbeit sowie in die Aufgaben des Rundfunkjournalismus in Radio und Fernsehen an. Dazu kommen Kurse zur Instandhaltung von Sende- und Studioausrüstungen (Basic Television Equipment Maintenance course). Die technischen Lehrgänge sind von der amerikanischen Society of Broadcast Engineers anerkannt.
Die Absolventen erhalten vom American Council on Education Punkte für die an der DINFOS besuchten Kurse.

## Absolventen
- Rob Riggle (* 1970), Schauspieler, Komiker und Reserveoffizier des United States Marine Corps
- Pat Sajak (* 1946), Moderator
- Al Gore (* 1948), Politiker, Unternehmer sowie Umweltschützer
- Dan Quayle (* 1947), Politiker
- Dale Dye (* 1944), Unternehmer, Schauspieler und Autor
- Adrian Cronauer (1938–2018), Rechtsanwalt
- Marshall Thompson (1925–1992), Schauspieler, Regisseur und Drehbuchautor
- Gene Siskel (1946–1999), Journalist, Filmkritiker und Fernsehmoderator
- Tony Dow (1945–2022), Schauspieler, Filmproduzent, Fernsehregisseur und Drehbuchautor
- Walter F. Mondale (1928–2021), Politiker
- John William Chancellor (1927–1996), Journalist und Fernsehmoderator
- J. D. Vance (* 1984), Kapitalmanager und Schriftsteller